# Stock-im-Eisen (Wien)

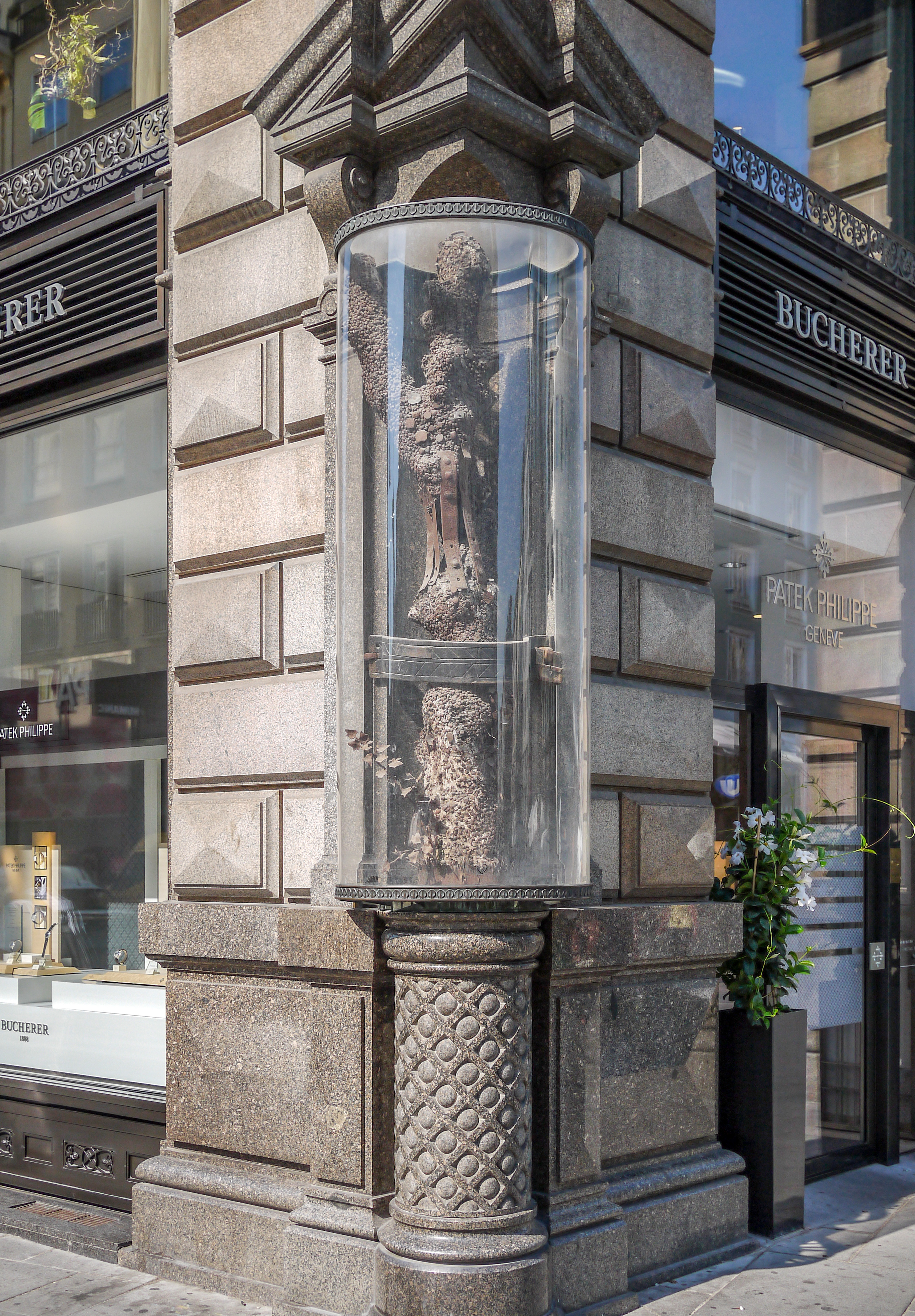
Der Stock im Eisen, Ecke Kärntner Straße und Stock-im-Eisen-Platz

Der Stock-im-Eisen ist der mittlere Teil einer zweiwipfeligen Zwieselfichte:18 aus dem Mittelalter, die über und über mit Nägeln beschlagen wurde. Man nennt solche Stämme auch Nagelbäume. Der Wiener Stock-im-Eisen ist der älteste noch erhaltene Nagelbaum, die erste urkundliche Erwähnung stammt aus dem Jahr 1533. Das Original steht heute noch in Wien, am Stock-im-Eisen-Platz 3, am Eck zwischen Graben und Kärntner Straße, dem sogenannten Palais Equitable.
Der Stamm ist 2,19 m hoch und steht auf einem Sockel aus böhmischem Hornblende-Granit. Die urkundliche Erwähnung von 1533 bezeichnet ihn als „Stock der im Eisen liegt“. Dies bezieht sich auf ein breites Eisenband in mittlerer Höhe mit der Attrappe eines Vorhängeschlosses. Das eingravierte „HB“ stammt vermutlich vom Hausbesitzer Hans Buettinger, der das Band 1575 erneuern ließ.

## Geschichte

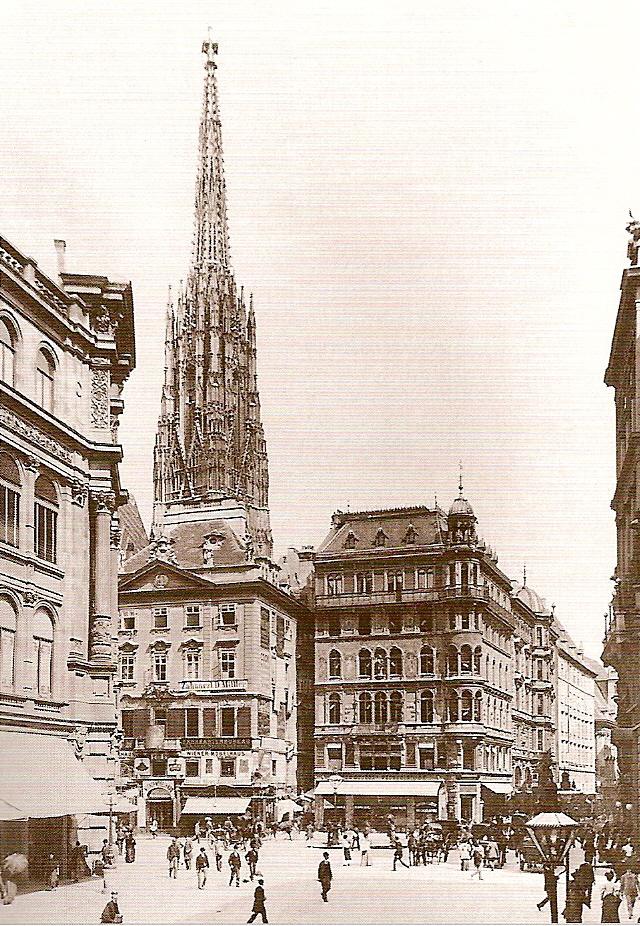
Der Wiener Stock-im-Eisen-Platz um 1895, im Hintergrund der Stephansdom

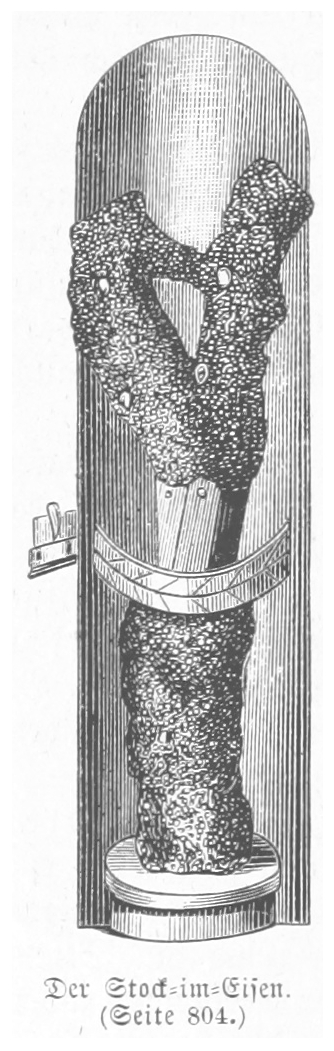
Zeichnung bei Bermann in Alt- und Neu-Wien (1880)

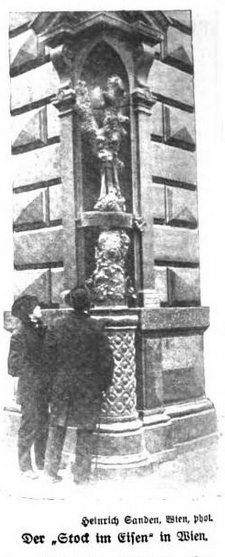
Der „Stock im Eisen“ in Wien, circa 1910. Fotograf: Heinrich Sanden

Die Fichte des späteren Stock-im-Eisen begann etwa um 1400 zu wachsen und wurde, wie Untersuchungen 1975 gezeigt haben, um das Jahr 1440 gefällt. Die Verjüngung in der Mitte des Stammes (er ist durch fünf Metallbänder gestützt) rührt von Axtschlägen her. Die Benagelung begann, als der Baum noch lebte (also vor 1440), da für einzelne Nägel eine Überwallung nachweisbar ist.:20 1548 befand er sich bereits an einem der Häuser am heutigen Stock-im-Eisen-Platz.
Ab 1715 fand eine Benagelung von Wandergesellen auf der Walz statt. Diese unterscheidet sich jedoch deutlich von der mittelalterlichen Benagelung. Auch in anderen Ländern der ehemaligen Donaumonarchie und in Südosteuropa ist dieser Brauch bekannt; solche Nagelbäume finden sich in vielen Städten Ungarns und Rumäniens (Siebenbürgen).
Im Zweiten Weltkrieg wurde der Stock im Eisen in der Nacht vom 29. auf den 30. Jänner 1944 entfernt:

„Am 29. Jänner 1944 fuhr auf dem Stephansplatz, vor dem Equitable-Palais, an dessen Fassade der ‚Stock im Eisen‘ 411 Jahre hindurch seinen traditionellen Standort hatte, ein Wagen vor, von dem einige Männer in Parteiuniform sprangen. Sie betraten das Haus und begehrten den Portier Leopold Koci zu sprechen. In ihrer schnarrenden, kurz angebundenen Art teilten sie dem ahnungslosen Mann den Parteibefehl mit, der sie ermächtige, den ‚Stock im Eisen‘ abzumontieren und fortzuschaffen. Er würde in das ‚Altreich‘ gebracht und dort in einem preußischen Museum aufgestellt werden.“

Leopold Koci widersetzte sich dem Vorhaben und sprach in energischem Wienerisch: „Dös gibt's net! Der Stock im Eisen bleibt da!“ Die Funktionäre zogen sich tatsächlich zurück, und Koci ließ den Stock-im-Eisen vorsorglich entfernen und versteckte ihn im Keller.
Nach Kriegsende war er zunächst nicht auffindbar, und nicht einmal das Denkmalamt kannte seinen Aufenthaltsort. Ende August 1946 wurde er im Keller des Gebäudes gefunden, vor dem er jahrhundertelang aufgestellt war.
Erst am 6. Juni 1951 um 11.30 Uhr wurde er an der alten Stelle wieder aufgestellt und mit dem noch vorhandenen Eisenband befestigt. Die Presse würdigte den Retter des Wahrzeichens, Leopold Koci:

„Mit seiner Weigerung, sich in das nur scheinbar Unvermeidliche zu fügen und das Alt-Wiener Wahrzeichen unseren Goldreserven und Kunstschätzen in das ‚Altreich‘ nachzusenden, hat dieser Wiener Portier so manchen Zeitgenossen beschämt. Wie viele österreichische Werte wären nicht vor Zerstörung zu bewahren, wie viele Menschenleben vor allem wären nicht vor der Vernichtung zu retten gewesen, wenn alle Bürger den Befehl ihres Gewissens so couragiert und verantwortungsfreudig durchgesetzt hätten.“

Am nächsten Tag fand eine vom Rundfunk übertragene kleine Feier statt, bei der die Geschäftsführerin der Equitable-Gesellschaft die Stadt Wien bat, den Stock im Eisen in ihre Obhut zu nehmen. Diesem Wunsch entsprach der damalige Vizebürgermeister Lois Weinberger.:2
Am 16. Jänner 1974 wurde der Stock im Eisen unter Denkmalschutz gestellt.:2

## Bedeutung der Benagelung
Der Grund für die Benagelung vor dem 18. Jahrhundert ist nicht bekannt. Die wahrscheinlichste Theorie für die mittelalterliche Benagelung ist der alte Brauch, in Kreuze, Bäume und sogar Felsen, Nägel zum Schutz oder zum Dank der Heilung  von Krankheiten zu schlagen – als Votivgabe, ähnlich dem Brauch der Münzbrunnen oder Wunschbrunnen, in die man kleine Münzen wirft. Nägel waren im Mittelalter immerhin teures Gut, das man nicht achtlos vertat.
Der Brauch durchreisender Schmiede und Schmiedgesellen, sich mit einem Nagel zu verewigen, entstand erst im 18. Jahrhundert. Es gilt daher als unwahrscheinlich, dass es sich beim Stock-im-Eisen ursprünglich um einen Zunftbrauch gehandelt hat.
Das österreichische Sagenkränzlein erwähnt eine Sage zum Stock-im-Eisen, nach der die Nägel von Zunftgenossen zu Ehren des Schlossermeisters Martin Mux eingeschlagen wurden, dem ein Pakt mit dem Teufel nachgesagt wurde.

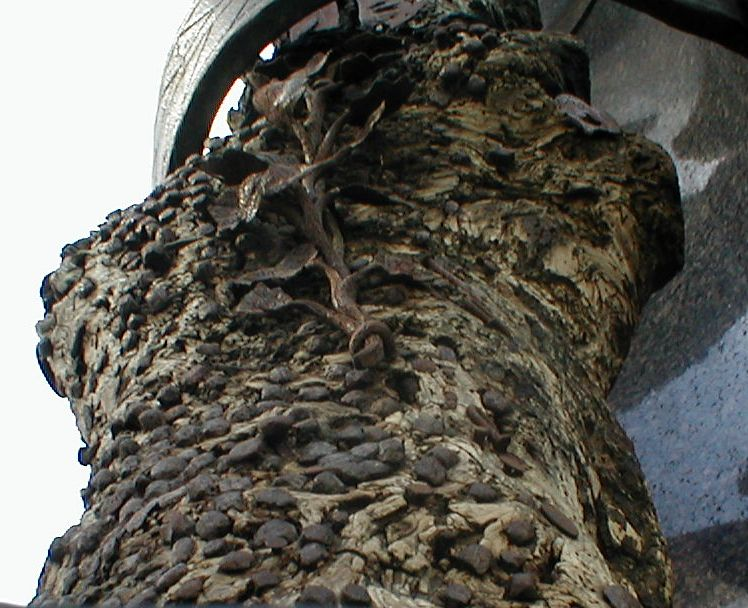
Nahansicht
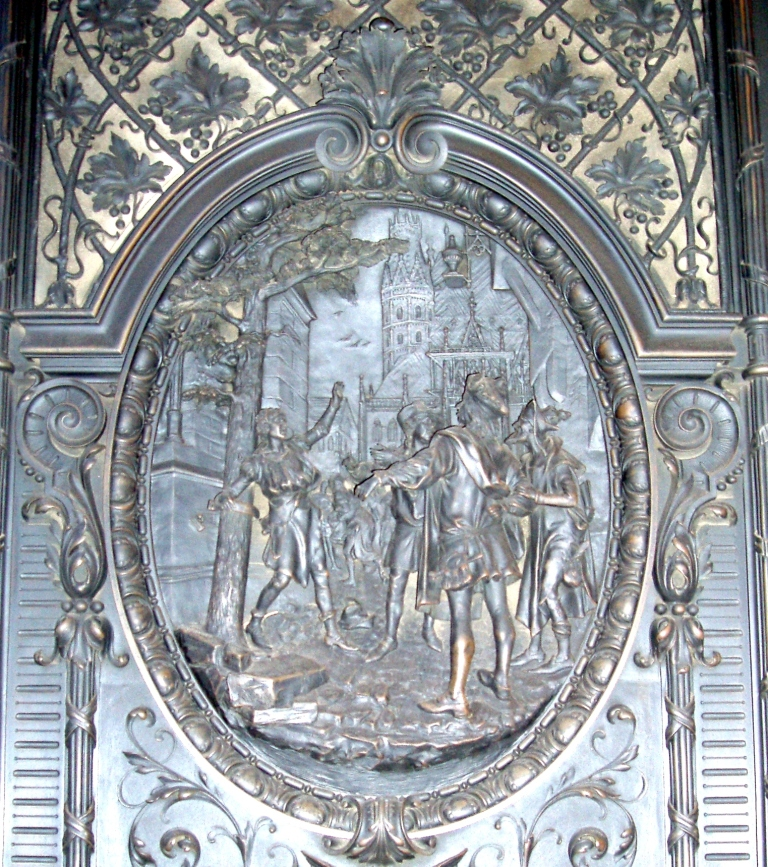
Relief am Eingang des Hauses, an dessen Ecke der Stock steht
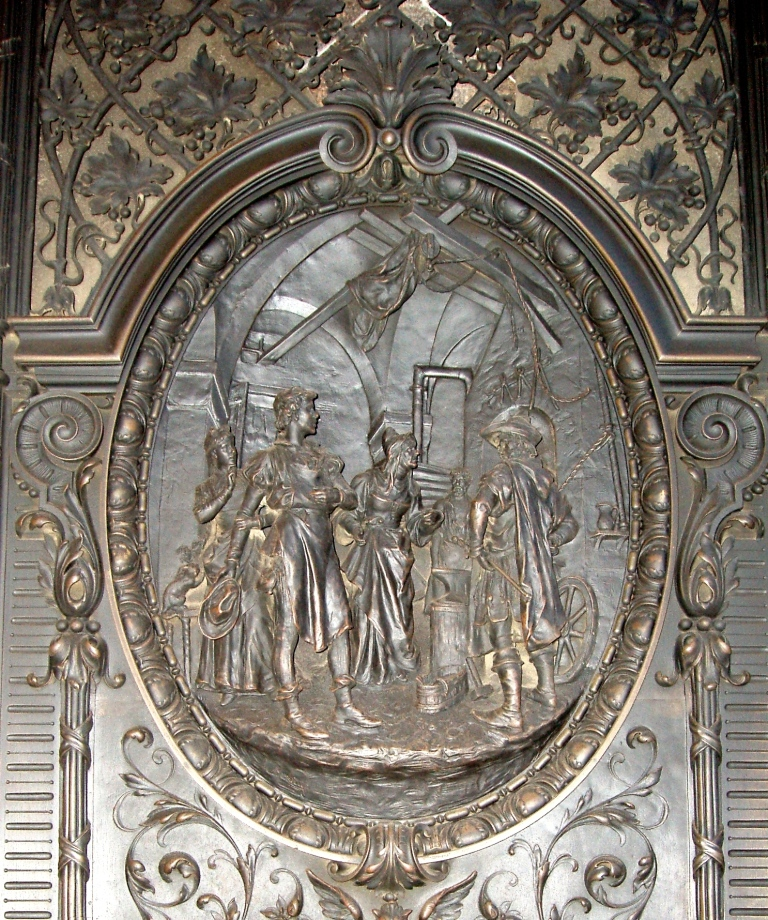
Der zweite Teil des Reliefs am Palais Equitable

## Sagen
Um den Stock im Eisen ranken sich einige Sagen, die vornehmlich aus dem 17. und 18. Jahrhundert stammen. Sie erzählen, dass der Teufel selbst den Stamm in Eisen gelegt habe oder dass es sich jedenfalls um ein „unaufschließbares Schloss“ handle. Das stimmt, insofern das Schloss nur eine Attrappe ist und daher tatsächlich keinem Schlüssel zugänglich ist. Nach einer anderen Sage schlug ein Dieb einen gestohlenen Nagel in den Baum, als er sich im Wald verlief. Zwar befand sich der Baum bis etwa 1440 außerhalb der Stadtmauern, diese Sage taucht aber erst im 17. Jahrhundert auf und ist daher vermutlich reine Erfindung.
Eine moderne Sage behauptet, dass der Stock-im-Eisen eine Replik sei und das Original – zumindest Teile davon – im Wien Museum zu sehen sind. Dies ist nicht korrekt, der Stamm wurde in neuerer Zeit weder zerteilt noch repliziert.